# Filippo Smaldone

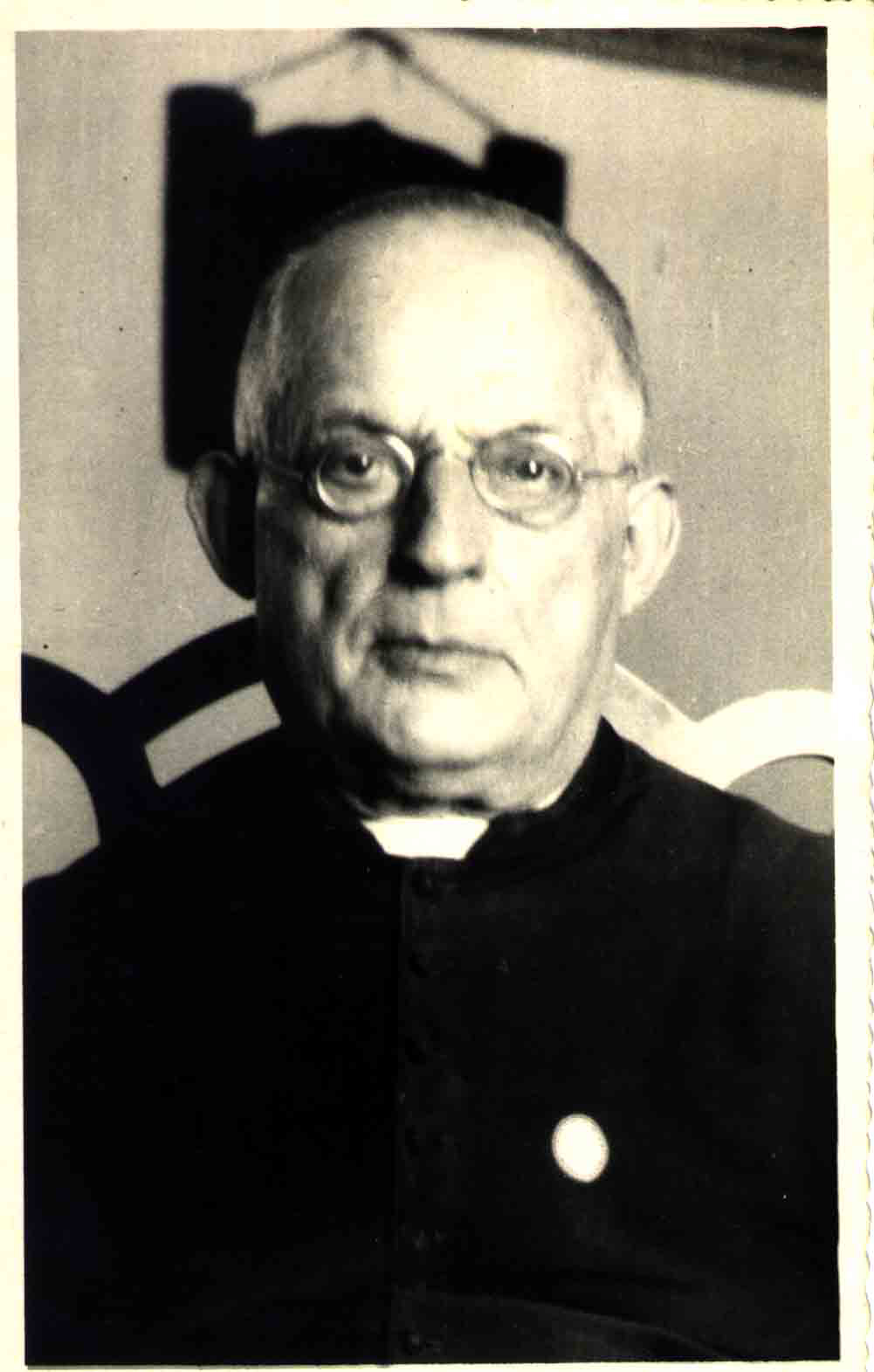
Filippo Smaldone

Filippo Smaldone (* 27. Juli 1848 in Neapel, Königreich Sizilien; † 4. Juni 1923 in Lecce, Königreich Italien), katholischer Priester, Gründer der „Salesianerinnen vom Heiligsten Herzen“. Smaldone widmete sich gehörlosen Kindern. Er ist neben Franz von Sales der zweite Schutzpatron für Gehörlose.
Am 15. Oktober 2006 wurde er von Papst Benedikt XVI. heiliggesprochen.

## Leben
Filippo Smaldone wurde 1848 in Neapel, Italien, geboren. Schon sehr früh entschied er sich Priester zu werden, so dass er in das Priesterseminar von Neapel eintrat. Während der Zeit seines Studiums kam er in Kontakt mit der großen Zahl an Gehörlosen, die es damals in Neapel gab und für die sich niemand besonders kümmerte. Die Hilfe für die Gehörlosen, die er als Student begann, wird sein ganzes Leben beeinflussen.
Am 23. September 1871 wurde er zum Priester geweiht. In den ersten Priesterjahren hielt er neben seinen Bemühungen um die Gehörlosen der Stadt auch Katechismusunterricht und besuchte die Kranken. Dies tat er auch, als in Neapel eine Pockenepidemie ausbrach. Durch seine Krankenbesuche wurde er angesteckt und wäre selbst fast gestorben. Als er sich freiwillig für die Mission melden wollte, konnte ihn sein Beichtvater überzeugen, dass seine wahre Mission nicht in fernen Ländern, sondern bei den Gehörlosen von Neapel sei. Danach widmete er sich voll und ganz dieser Arbeit und engagierte dafür auch weitere Priester und Laien. Vor allem entwickelte er eine eigene Gebärdensprache, um sich mit den Gehörlosen besser verständigen zu können.

## Gründung der Salesianerinnen vom Heiligsten Herzen
Im März 1885 zog Smaldone nach Lecce. Dort gründete er am 25. März 1885 zusammen mit dem Priester Lorenzo Apicelia und einer Gruppe von Frauen seine erste Einrichtung für Gehörlose. Aus dieser Einrichtung entstand die Kongregation der „Salesianerinnen vom Heiligsten Herzen“. Smaldone wählte den Namen „Salesianerinnen“, weil er seine Ordensgemeinschaft, die sich vor allem um die Gehörlosen kümmern soll, unter den besonderen Schutz des heiligen Franz von Sales, dem Patron der Gehörlosen, stellen wollte. Die Salesianerinnen vom Heiligsten Herzen fassten sehr schnell Fuß und blühten auf. Schon wenige Jahre später konnte Smaldone ein weiteres Haus in Bari gründen. Bis heute ist die Hauptaufgabe der Ordensgemeinschaft die Erziehung gehörloser Kinder, sie widmen sich allerdings auch anderen behinderten Kindern, Waisenkindern und Kindern, die von ihren Eltern verlassen wurden. Die spirituelle Basis der Ordensgemeinschaft bildet die salesianische Spiritualität, so dass sie zur salesianischen Familie gezählt werden.

## Die letzten Lebensjahre
Neben seiner Tätigkeit für Gehörlose war Filippo Smaldone auch Beichtvater und Geistliche Begleiter für Priester, Seminaristen und verschiedene religiöse Gemeinschaften, unter anderem für die Missionare des hl. Franz von Sales. Er gründete auch noch eine weitere religiöse Gemeinschaft, die so genannte „Eucharistische Liga der Anbetungspriester und Anbetungsfrauen“. Er wurde außerdem zum Domherrn der Kathedrale von Lecce ernannt und erhielt von der Stadt Lecce eine Aufzeichnung für seine Verdienste um die Gehörlosen. Er starb am 4. Juni 1923 in Lecce im Alter von 75 Jahren auf Grund einer schweren Diabetes und Herzschwäche.

## Selig- und Heiligsprechung
Smaldone wurde 1996 von Papst Johannes Paul II. seliggesprochen. Am 15. Oktober 2006 wurde er von Papst Benedikt XVI. heiliggesprochen.
Der Gedenktag des Seligen Filippo Smaldone ist der 4. Juni. Er ist neben dem hl. Franz von Sales der zweite Patron der Gehörlosen.